# Рамазанов, Шигап Алимович
Рамаза́нов, Шига́п Али́мович  (тат. Шиһап Алим улы Рамазанов) (20 декабря 1887, Старый Карлыган —  25 октября 1948, Казань) — татарский учёный, переводчик, журналист, лингвист, педагог, методист, критик, публицист

## Биография
Шигап Алимович Рамазанов родился 20 декабря 1887 года в селе Старый Карлыган Саратовской губернии (ныне Лопатинский район, Пензенская область). До 1917 г. учился в медресе родной деревни. Позже Шигап Алимович начал заниматься педагогической деятельностью, проводил реформы в сельской школе, вместе с супругой Сабирой ханым открыл в родной деревне школу для девочек. За заслуги на педагогическом поприще Ш. А. Рамазанову в 1927 г. было присвоено почетное звание «народный учитель».
В 1924 г. вышестоящей инстанцией Ш. Рамазанов был переведен в Саратов. Под его руководством здесь был открыт Татарский педагогический техникум, который осуществлял подготовку учителей и директоров школ.
В Казань Ш. Рамазанов впервые приехал в 1932 г. В том же году поступил в аспирантуру Казанского педагогического института, которую блестяще окончил в 1935 г. Параллельно с учёбой в аспирантуре он преподавал в этом же вузе.
В 1934—1938 гг. в журнале «Совет әдәбияты» («Советская литература») Ш. Рамазанов печатал статьи, посвященные вопросам грамматики, диалектологии, терминологии, лексикологии, методике преподавания татарского языка и др.
В 1940—1946 гг. Ш.Рамазанов читал лекции в Казанском государственном университете, вел курсы по подготовке переводчиков, редакторов и сотрудников газет и журналов.
С 1947 г. до последних дней своей жизни (1948 г.) Ш. Рамазанов работал старшим научным сотрудником в ИЯЛИ АН СССР.

## Научная деятельность
Самый активный период научной деятельности Шигапа Алимовича связан с Казанью. За короткий период времени учёный успел внести большой вклад в такие области татарского языкознания, как грамматика, лексикология (особенно терминология), графика и орфография татарского языка, история татарского литературного языка и языкознания, методика преподавания родного языка, критика и публицистика.
До Октябрьской революции и после неё в периодической печати было опубликовано более 60 статей ученого, посвященных проблемам татарского языкознания и методике его преподавания: «Татар эшчеләре һәм колхозчыларның сөйләү һәм әдәби телен өйрәнү экспедициясе» («Экспедиция по изучению разговорного и литературного языка татароязычных рабочих и работников колхозов»), «Татар теле диалектларын өйрәнү турында» («Об изучении диалектов татарского языка»), «Совет чорында татар әдәби теленең үсеше» («Развитие татарского литературного языка в Советский период») и др.
Ш. Рамазанов внес огромный вклад в изучение структуры татарского языка, в частности в такие области, как лексикология и глаголообразование. В данных направлениях его можно назвать первопроходцем. Такие его труды, как «Хәзерге татар әдәби теленең сүзлек составы (лексика һәм фразеология)» («Словарный состав современного татарского литературного языка (лексика и фразеология)») и «Татар телендә фигыль ясалышы» («Глаголообразование в татарском языке») и др. подтверждают это высказывание.
Ш. Рамазанов уделял большое внимание и вопросам терминологии татарского языка. В 1944 г. вышла в свет его брошюра «Татар әдәби теленең гамәлдәге терминологиясен тәртипкә салу, яңа термин сүзлекләрен төзү эшендә төп принциплар» («Основные принципы в разработке терминологии татарского языка и в составлении терминологических словарей»). Ш. Рамазанов принимал активное участие в разработке и создании терминологических словарей: «Русча-татарча хәрби терминнар сүзлеге» («Русско-татарский словарь военных терминов»), «Русча-татарча терминологик сүзлек» («Русско-татарский терминологический словарь»), «Тел белеме буенча терминнар һәм әйтелмәләр сүзлеге» («Словарь терминов и выражений по языкознанию»). Отметим, что первый и второй словари до сих пор не изданы.
Шигап Алимович прославился как опытный и высококвалифицированный методист и педагог. Не зря его ставили наравне с такими великими классическими педагогами, как К. Д. Ушинский, А. С. Макаренко и И. Н. Ульянов. Ш. Рамазанов является соавтором многих школьных учебников и программ для вузов и техникумов по татарскому языку: «Татар грамматикасы. Фонетика һәм морфология» («Татарская грамматика. Фонетика и морфология»), «Педагогия техникумнары өчен татар теле һәм татар методикасы программалары» («Программы по татарскому языку и татарской методике для педагогических техникумов», «Программалар. Тулы булмаган урта һәм урта мәктәпләр өчен» («Программы для неполно-среднеобразовательных и среднеобразовательных школ») и др.
Как известно, Шигап Алимович жил и работал в период значительных переворотов в татарской письменности. Являясь большим специалистом в области преподавания родного языка, он не мог оставаться в стороне от этой деятельности. Учёный активно участвовал в разработке и издании методических пособий и трудов: «Зурлар өчен яңалиф сабаклары» («Уроки по новому алифу для взрослых»), «Татар әдәби теленең орфографиясе кагыйдәләре» («Правила орфографии татарского литературного языка») и др.
Научное наследие Шигапа Алимовича очень богато, однако многие его труды до сих пор не изучены и не изданы. Как известно, в 1954 г., после его смерти, некоторые труды Ш. А. Рамазанова были изданы Институтом языка, литературы и истории филиала Академии наук РФ в виде сборника «Татар теле буенча очерклар» («Очерки по татарскому языку»), в который вошли следующие его работы: «Габдулла Тукай һәм хәзерге татар әдәби теле» («Габдулла Тукай и современный татарский литературный язык»), «Насыйри — татар әдәби теленә нигез салучы» («Насыри — основоположник татарского литературного языка»), «Татар әдәби теле терминологиясендә төп принциплар» («Основные принципы терминологии татарского литературного языка»), «Хәзерге татар әдәби теленең сүзлек составы (лексика һәм фразеология» («Словарный состав современного татарского литературного языка (лексика и фразеология)»), «Татар телендә фигыль ясалышы» («Глаголообразование в татарском языке»), «Кызыл Татарстан» газетасының теле турында" («О языке газеты „Кызыл Татарстан“»).
Богатое собрание рукописей Шигапа Алимовича хранится в научном архиве ИЯЛИ им. Г.Ибрагимова АН РТ и в отделе редких книг научной библиотеки им. Н. И. Лобачевского Казанского государственного университета. Тематика рукописей разносторонняя: лексикология, терминология, графика и орфография, общее языкознание, критика, стилистика татарского языка, история татарского литературного языка и языкознания. Перечислим некоторые из этих рукописей: "Татар әдәби теленең орфографик сүзлеге"ндәге гарәп һәм фарсы сүзләре" («Арабские и персидские слова в орфографическом словаре татарского языка»), «Фронт җырлары һәм аларның грамматикасын анализлау» («Фронтовые песни и их грамматический анализ»), «Татар халык иҗатында, тәрҗемәләрдә, борынгы кулъязмаларда алынма сүзләр турында» («О заимствованиях в татарском народном творчестве, переводах, в древних рукописях»), «Төрки телләрнең стадиаль формалашуы турында» («О стадиальном формировании тюркских языков»), «Семантика законнары» («Законы семантики»), «Кереш сүз (Г.Алпаров хезмәтләренә)» («Предисловие (к трудам Г.Алпарова)»), «Гыйбад Алпаров (некролог)», «Гыймад Нугайбек (1881—1943)», «Тукай телендә вариантлар һәм төрле аңлатмалар» («Варианты и различные пояснения в языке Тукая»), В. Н. Хангилдиннең «Дөрес язу» китабына рецензия (Рецензия на книгу В. Н. Хангильдина «Правописание»), Д.Сафинның «Ымлыклар» кулъязмасына рецензия (Рецензия на рукопись Д.Сафина «Междометия»), «Тел белеменә кереш» курсы буенча программа ("Программа по курсу «Введение в языкознание») и др.

## Опубликованные труды
- Рамазанов Ш. О стадиональном формировании тюркских языков: дис. канд. филол. наук / Ш.Рамазанов.- Казань, 1954—218 б.
- Рамазанов Ш. Законы семантики / Ш.Рамазанов.- Казань, 1939 — 22 б.
- Зурлар өчен яңалиф сабаклары. Кулланмалар. Төзүчеләр: Ш.Рамазанов, Х Мәүлюдов. — Казан, 1931 — 56 б.
- Рамазанов Ш.Алпаров һәм аның фәнни эшчәнлеге / Ш.Рамазанов //Совет әдәбияты, 1936, № 8, 9, Б.76-78.
- Рамазанов Ш. Гыйбад Алпаров (некролог) / Ш.Рамазанов // Совет әдәбияты, 1935, № 8, Б.123-126.
- Рамазанов Ш. Г. Нугабәк / Ш.Рамазанов // Совет әдәбияты, 1943, № 3, Б.85-88.
- Рамазанов Ш. Габдулла Тукай һәм хәзерге татар әдәби теле /Ш.Рамазанов // Совет әдәбияты, 1946, № 10. Б.68-85.
- Рамазанов Ш. Габдулла Тукай һәм хәзерге татар әдәби теле /Ш.Рамазанов // Татар теле буенча очерклар.- Казан : Таткнигоиздат, 1954. — Б.58-93.
- Рамазанов Ш. Габдулла Тукай / Ш.Рамазанов // Шагыйрьнең тууына 60 ел тулуга багышланган гыйльми сессия материаллары. 1886—1946. — Казан : Татгосиздат, 1948. — Б.136-169.
- Рамазанов Ш. К Насырый — татар әдәби теленә нигез салучы / Ш.Рамазанов // Каюм Насырый, 1825—1945 (тууына 120 ел тулуга багышланган сессия материаллары). — Казан : Татгосиздат, 1948. — Б.62-77.
- Рамазанов Ш. К Насырый — татар әдәби теленә нигез салучы / Ш.Рамазанов // Татар теле буенча очерклар.- Казан :Таткнигоиздат, 1954. — Б.38-57.
- Рамазанов Ш. Совет чорында татар әдәби теленең үсеше. / Ш.Рамазанов // Совет әдәбияты , 1945, № 6, Б. 87-98.
- Рамазанов Ш. Татар теле буенча очерклар / Ш.Рамазанов. — Казан: Татгосиздат, 1954. — 200 б.
- Рамазанов Ш. Татар телендә фигыль ясалышы / Ш.Рамазанов //
- Рамазанов Ш. Татар теле буенча очерклар. / Ш.Рамазанов. — Казан: Таткнигоиздат, 1954. — Б. 146—180.
- Рамазанов Ш. Татар теле диалектларын өйрәнү турында /Ш.Рамазанов // Совет мәктәбе, 1939, № 7, Б. 14-17.
- Рамазанов Ш. Тел экспедициясе нинди материаллар җыйды? /Ш.Рамазанов // Кызыл Татарстан, 1935, 17 июль. — Б.7-8
- Рамазанов Ш. Татар эшче, колхозчыларның сөйләү һәм әдәби телен өйрәнү экспедициясе / Ш.Рамазанов // Совет әдәбияты, 1935, № 2, Б.77- 82.
- Рамазанов Ш. Татар әдәби теле терминнарының үсеше / Ш.Рамазанов // Мәгариф, 1935, № 6. — С.22-32.
- Рамазанов Ш. Тукай һәм хәзерге татар әдәби теленең үсеше / Ш.Рамазанов // Совет әдәбияты, 1946, № 10.- Б.68-85.
- Рамазанов Ш. Түбән Идел буе / Ш.Рамазанов. — 1930. — 15 б.
- Рамазанов Ш. Хәзерге әдәби теленә нигез салучысы Каюм Насыри / Ш.Рамазанов // Кызыл Татарстан, 1945, 20 февр. — Б.10-12.
- Рамазанов Ш., Хисмәтуллин Х. Татар теле грамматикасы. Фонетика һәм морфология. 5-6 сыйныф дәреслеге / Ш.Рамазанов, Х. Хисмәтуллин. — Казан, 1940. — 204 б., 1942. — 216 б., 1944. — 216 б., 1946. — 208 б., 1948. — 208 б., 1949. — 220 б., 1950. — 128 б., 1958. — 151б., 1959. — 155 б., 1960. — 160 б., 1961. — 159 б.
- Татар әдәби теленең гамәлдәге терминнарын тәртипкә салу, яңа термин сүзлекләрен төзү эшендә төп принциплар. Төзүче: Рамазанов Ш. — Казан: Татагосиздат, 1944. −16б.
- Татар әдәби теленең орфография кагыйдәләре. 1нче басма. Төзүчеләре: Атнагулов, Г.Алпаров, Ш.Рамазанов. — Казан, 1933б. −20б.
- Татар әдәби теленең орфография кагыйдәләре. 2нче басма. Төзүчеләре: Атнагулов, Г.Алпаров, Ш.Рамазанов. — Казан, 1934. — 39б.
- Татар әдәби теленең орфография кагыйдәләре. 3нче басма. Татгосиздат: Укыту педагогик әдәбият секторы. — Җаваплы редактор: Рамазанов Ш. Җаваплы корректор: Төхвәтуллин А. — Казан, 1936. — 39б.
- Тел белеме буенча терминнар һәм әйтелмәләр сүзлеге. Төзүчеләре: Ш.Рамазанов, Л.Җәләй, Р. Ф. Шакирова. — Казан. — 1953. — 76б

## Признание
Высшая аттестационная комиссия (Москва) за научные заслуги постановила присудить Ш. Рамазанову ученую степень кандидата филологических наук и звание доцента педагогического института. За большой научный и педагогический вклад в изучение татарского языка Ш. Рамазанов был дважды награждён государственными медалями.